# Węglan sodu
Węglan sodu, zwycz. soda, soda kalcynowana, Na
2CO
3 – nieorganiczny związek chemiczny, sól kwasu węglowego i sodu.
W formie bezwodnej jest to biały, higroskopijny proszek. Topi się w temperaturze 852 °C i dobrze rozpuszcza się w wodzie. Z roztworu krystalizuje w postaci bezbarwnych kryształów dekahydratu Na
2CO
3·10H
2O, a w temperaturze powyżej 35 °C jako monohydrat Na
2CO
3·H
2O. Znany jest też heptahydrat Na
2CO
3·7H
2O.
W przyrodzie związek ten występuje w stanie naturalnym w tzw. jeziorach sodowych oraz w popiele roślin morskich. Składnik minerałów.

## Zastosowanie
Węglan sodu stosuje się do wyrobu szkła oraz papieru. Wykorzystuje się go również w produkcji mydła i środków piorących. Jest stosowany do zmiękczania wody. Ponadto jest wykorzystywany w garbarstwie, w syntezach chemicznych i w laboratoriach jako odczynnik chemiczny. Wodne roztwory sody kalcynowanej służą do zmydlania żywicy na powierzchni drewna.

## Otrzymywanie
Dawniej węglan sodu otrzymywano metodą Leblanca, działając na sól kamienną kwasem siarkowym, otrzymując siarczan sodu, który następnie prażono z węglem i kamieniem wapiennym. Otrzymywany roztwór ługowano wodą otrzymując roztwór sody.
2NaCl + H
2SO
4 → Na
2SO
4 + 2HCl
Na
2SO
4 + 2C + CaCO
3 → Na
2CO
3 + CaS + 2CO
2
Ze względu na zbyt duże zużycie energii, proces ten został zastąpiony metodą Solvaya, gdzie surowcami głównymi są węglan wapnia i sól kamienna.
Poprzez dekarboksylację kwasów lub soli kwasów karboksylowych:
H
3C−COONa + NaOH → CH
4 + Na
2CO
3

## Metoda Solvaya

Schemat wytwarzania węglanu sodu metodą Solvaya

Metoda Solvaya otrzymywania węglanu sodu polega na wykorzystaniu następujących reakcji:
1. CaCO
3 → CaO + CO
2
2. 2NaCl + 2NH
3 + 2CO
2 + 2H
2O → 2NaHCO
3 + 2NH
4Cl
3. 2NaHCO
3 → Na
2CO
3 + CO
2 + H
2O – (kalcynacja)
4. 2NH
4Cl + CaO → 2NH
3 + H
2O + CaCl
2

co sumarycznie daje:
CaCO
3 + 2NaCl → Na
2CO
3 + CaCl
2
Z reakcji sumarycznej wynika, że surowcami są węglan wapnia i sól kamienna (chlorek sodu), amoniak jest surowcem pomocniczym, koks używany jako paliwo do wypalania wapna palonego z wapienia. Natomiast w procesie Leblanca surowcem głównym jest węgiel.
Do produkcji 1 t sody amoniakalnej zużywa się:
- NaCl (w postaci solanki) 1525−1555 kg
- CaCO
3 (w postaci wapniaka) 1206−1370 kg

oraz, jako materiały pomocnicze:
- koks do wypalania wapna 98−105 kg
- węgiel do kalcynacji NaHCO
3 120−140 kg
- woda amoniakalna 4−8 kg[11]

Proces wytwarzania sody amoniakalnej składa się z następujących głównych procesów i operacji:
- przygotowanie roztworów soli
- nasycanie solanki amoniakiem w celu otrzymania solanki amoniakalnej
- wypalanie wapna z kamienia wapiennego z jednoczesnym wytworzeniem gazów zawierających CO
2
- nasycanie solanki amoniakalnej CO
2 (karbonizacja)
- oddzielenie kryształów NaHCO
3 od ługu macierzystego
- suszenie wilgotnego NaHCO
3 i jego rozkład termiczny (kalcynacja)
- regeneracja NH
3 z ługów macierzystych przez zmieszanie z mlekiem wapiennym i ogrzewanie.